# Найко Володимир Олександрович
Володимир Олександрович Найко (нар. 17 січня 1988, Чернівці, УРСР) — український футболіст, захисник. Екс-капітан чернівецької «Буковини».

## Клубна кар'єра
Вихованець буковинського футболу, перший тренер — Олексій Дашкевич. У чемпіонаті України (ДЮФЛ) виступав за команди «Локомотив» (Київ) та «Динамо» (Київ). Перші кроки на професійному рівні теж робив київському клубі, а саме виступав за третю команду у другій лізі. Після футбольного досвіду в київському «Динамо», потрапив до складу луганської «Зорі», де виступав за команду дублерів (10 матчів) та «Зорю-2», яка грала у чемпіонаті Луганської області.
Більшу частину своєї кар'єри гравця провів у різних клубах першої та другої ліг українського футболу. Зокрема, у таких клубах як «Нафком» (Бровари) та «Нива» (Вінниця), з якою ставав срібним призером другої ліги України, в тому ж сезоні Володимир разом із командою стали першими та єдиними володарями кубка української ліги.
Також виступав в таких командах, як «Буковина» (Чернівці) та МФК «Миколаїв». Сезон 2012/13 провів як один з основних захисників чернівецького клубу, чим допоміг команді зайняти 4-те місце в Першій лізі. Виступаючи за «Миколаїв» Найко разом з командою виходив в 1/8 фіналу кубка України, де за підсумками матчу переміг донецький «Шахтар», також будучи гравцем «Буковини» в матчі 1/16 фіналу розіграшу кубка протистояв іншому прем'єр ліговому клубу «Чорноморцю» (Одеса). 16 серпня 2014 року провів ювілейний 100 матч в першій українській лізі.
У 2015 році виступав за аматорський футбольний клуб «Маяк» (Великий Кучурів). У лютому 2016 року повернувся до складу рідної «Буковини». Відтоді був обраний віце-капітаном команди. 9 серпня 2017 року матч чемпіонату України, в якому зустрілись чернівецька «Буковина» та волочиський «Агробізнес» став для Володимира 250 офіційним матчем в його професіональній кар'єрі. У серпні, вересні та жовтні того ж року у зв'язку із дискваліфікацією, згодом і травмою Тараса Сивки, виконував обов'язки капітана, а його команда при цьому не пропустила жодного голу; в невдовзі «капітанство» перейшло до нього на постійну основу. По завершенню 2017/18 сезону покинув чернівецький клуб. 
На початку липня 2018 року підписав річний контракт із добре знайомим йому клубом «Нива» (Вінниця), в якому знову став основним захисником та виступав до завершення 2018/19 сезону. З 2019 року виступав за один із найсильніших аматорських клубів чемпіонату Чернівецької області: «Волока», з яким став переможцем різних обласних змагань.

## Досягнення
Професіональний рівень
- Володар Кубка української ліги: 2009/10
- Срібний призер Другої ліги України: 2009/10

Аматорський рівень
- Чемпіон Чернівецької області: 2019
- Володар Кубка Чернівецької області (2): 2015, 2019
- Срібний призер чемпіонату Чернівецької області: 2015

## Статистика
Станом на 30 червня 2019 року
| Турніри                | Матчі | Кількість забитих м'ячів |
| ---------------------- | ----- | ------------------------ |
| Перша ліга України     | 114   | 5                        |
| Кубок України          | 10    | 0                        |
| Друга ліга України     | 153   | 8                        |
| Кубок української ліги | 8     | 0                        |
| Всього за кар'єру      | 285   | 13                       |